# Étoile Football Club Fréjus Saint-Raphaël
L'Étoile Football Club Fréjus Saint-Raphaël è un'associazione calcistica francese della città di Fréjus fondata nel 2009. 
Attualmente gioca nel Championnat National e disputa le proprie partite presso lo stadio Pourcin.

## Storia
Il club è nato il 2 giugno 2009 dalla fusione dell'Étoile Sportive Fréjusienne e dello Stade Raphaëlois.

## Palmarès

### Altri piazzamenti
- Championnat National 2:

Terzo posto: 2018-2019 (girone A)

## Organico

### Rosa 2015-2016
| N. |                           | Ruolo | Calciatore           |
| -- | ------------------------- | ----- | -------------------- |
| 1  | Francia (bandiera)        | P     | Julien Robinet       |
| 2  | Francia (bandiera)        | D     | Ange Digbeau         |
| 3  | Francia (bandiera)        | D     | Guy-Ange Troh        |
| 4  | Francia (bandiera)        | D     | Stéphane Marignale   |
| 5  | Francia (bandiera)        | D     | Malik M'Tir          |
| 6  | Francia (bandiera)        | C     | Baptiste Anziani     |
| 7  | Francia (bandiera)        | A     | Thomas Lenzini       |
| 8  | Francia (bandiera)        | C     | Akim Orinel          |
| 9  | Francia (bandiera)        | A     | Jordan Astier        |
| 10 | Brasile (bandiera)        | C     | Pedro Henrique Bueno |
| 11 | Francia (bandiera)        | C     | Cyril Hennion        |
| 12 | Rep. del Congo (bandiera) | C     | Amine Linganzi       |
| 14 | Francia (bandiera)        | A     | Samir Benmeziane     |
| 15 | Madagascar (bandiera)     | C     | Johann Paul          |

| N. |                      | Ruolo | Calciatore         |
| -- | -------------------- | ----- | ------------------ |
| 16 | Francia (bandiera)   | P     | Gaëtan Deneuve     |
| 17 | Camerun (bandiera)   | C     | Cabrel Mendy       |
| 18 | Guadalupa (bandiera) | A     | Grégory Gendrey    |
| 19 | Francia (bandiera)   | D     | Belony Dumas       |
| 20 | Francia (bandiera)   | D     | Amar Benmelouka    |
| 21 | Francia (bandiera)   | D     | Bamba Diarrassouba |
| 22 | Francia (bandiera)   | D     | Damien Moulin      |
| 23 | Francia (bandiera)   | A     | Philippe Reynaud   |
| 24 | Francia (bandiera)   | A     | Thomas Gaydu       |
| 26 | Francia (bandiera)   | C     | Raphaël Delvigne   |
| 27 | Francia (bandiera)   | C     | Julien Outrebon    |
| 30 | Francia (bandiera)   | P     | Moyadh Ousseni     |
| 31 | Tunisia (bandiera)   | C     | Tarek Jaziri       |
|    | Francia (bandiera)   | D     | Julien Mouillon    |

### Rosa 2012-2013
| N. |                    | Ruolo | Calciatore        |
| -- | ------------------ | ----- | ----------------- |
| 2  | Francia (bandiera) | D     | Jonathan Ringayen |
| 3  | Francia (bandiera) | D     | Christophe Coué   |
| 4  | Francia (bandiera) | D     | Anthony Marin     |
| 5  | Francia (bandiera) | D     | Morgan Biancone   |
| 6  | Francia (bandiera) | C     | Biagui Kamissoko  |
| 7  | Francia (bandiera) | A     | Mathieu Scarpelli |
| 8  | Francia (bandiera) | C     | Mickaël Barreto   |
| 9  | Francia (bandiera) | C     | Kévin Malcuit     |
| 10 | Francia (bandiera) | C     | Jordi Delclos     |
| 11 | Francia (bandiera) | A     | Patrice Vareilles |
| 12 | Senegal (bandiera) | C     | Abdoulaye Keita   |
| 13 | Francia (bandiera) | A     | Anthony Ihou      |
| 14 | Francia (bandiera) | D     | Isaac Koné        |
| 15 | Francia (bandiera) | D     | Vincent Fernandez |

| N. |                    | Ruolo | Calciatore         |
| -- | ------------------ | ----- | ------------------ |
| 16 | Francia (bandiera) | P     | Gaëtan Deneuve     |
| 17 | Francia (bandiera) | D     | Lucas Rouabah      |
| 18 | Francia (bandiera) | C     | Laurent Macquet    |
| 19 | Francia (bandiera) | C     | Boubacar Dembélé   |
| 20 | Francia (bandiera) | C     | Tarek Jaziri       |
| 21 | Francia (bandiera) | C     | Cédrick Ramos      |
| 22 | Algeria (bandiera) | C     | Driss Bouyarmani   |
| 23 | Marocco (bandiera) | C     | Samir Diri         |
| 24 | Francia (bandiera) | A     | Eyemen Henaini     |
| 26 | Francia (bandiera) | C     | Raphaël Delvigne   |
| 27 | Francia (bandiera) | C     | Bastien Montagnon  |
| 28 | Francia (bandiera) | D     | Alexis Zywiecki    |
| 29 | Francia (bandiera) | A     | Moulaye Idrissa Ba |
| 30 | Francia (bandiera) | P     | Wilfried Bulgare   |

### Rosa 2009-2010
| N. |                           | Ruolo | Calciatore               |
| -- | ------------------------- | ----- | ------------------------ |
|    | Haiti (bandiera)          | P     | Dominique Jean-Zérphirin |
|    | Francia (bandiera)        | P     | Julien Gibert            |
|    | Francia (bandiera)        | P     | Jessy Moulin             |
|    | Francia (bandiera)        | D     | Romain Faure             |
|    | Francia (bandiera)        | D     | Vincent Fernandez        |
|    | Francia (bandiera)        | D     | Mickaël Gamondès         |
|    | Armenia (bandiera)        | D     | Alexis Gharibian         |
|    | Costa d'Avorio (bandiera) | D     | Hervé Lybohy             |
|    | Francia (bandiera)        | D     | Landry Ndzana            |
|    | Francia (bandiera)        | D     | Aziz Tlemcani            |
|    | Francia (bandiera)        | C     | Xavier Barrau            |
|    | Francia (bandiera)        | C     | Guillaume Boronad        |
|    | Francia (bandiera)        | C     | Fabien Bossy             |

| N. |                         | Ruolo | Calciatore          |
| -- | ----------------------- | ----- | ------------------- |
|    | Francia (bandiera)      | C     | Jonathan Delaplace  |
|    | Francia (bandiera)      | C     | Fayçal Fajr         |
|    | Francia (bandiera)      | C     | Sébastien Malfleury |
|    | Francia (bandiera)      | C     | Cyrille Noyer       |
|    | Francia (bandiera)      | C     | Akim Orinel         |
|    | Francia (bandiera)      | C     | Cédrick Ramos       |
|    | Francia (bandiera)      | C     | Hafid Zabbouj       |
|    | Francia (bandiera)      | A     | Yohan Di Tommaso    |
|    | Francia (bandiera)      | A     | Grégory Dutil       |
|    | Francia (bandiera)      | A     | Jérémy Ferès        |
|    | RD del Congo (bandiera) | A     | Cédric Lubasa       |
|    | Francia (bandiera)      | A     | Mohamed Zaaboub     |